# Talleyrand-Périgord

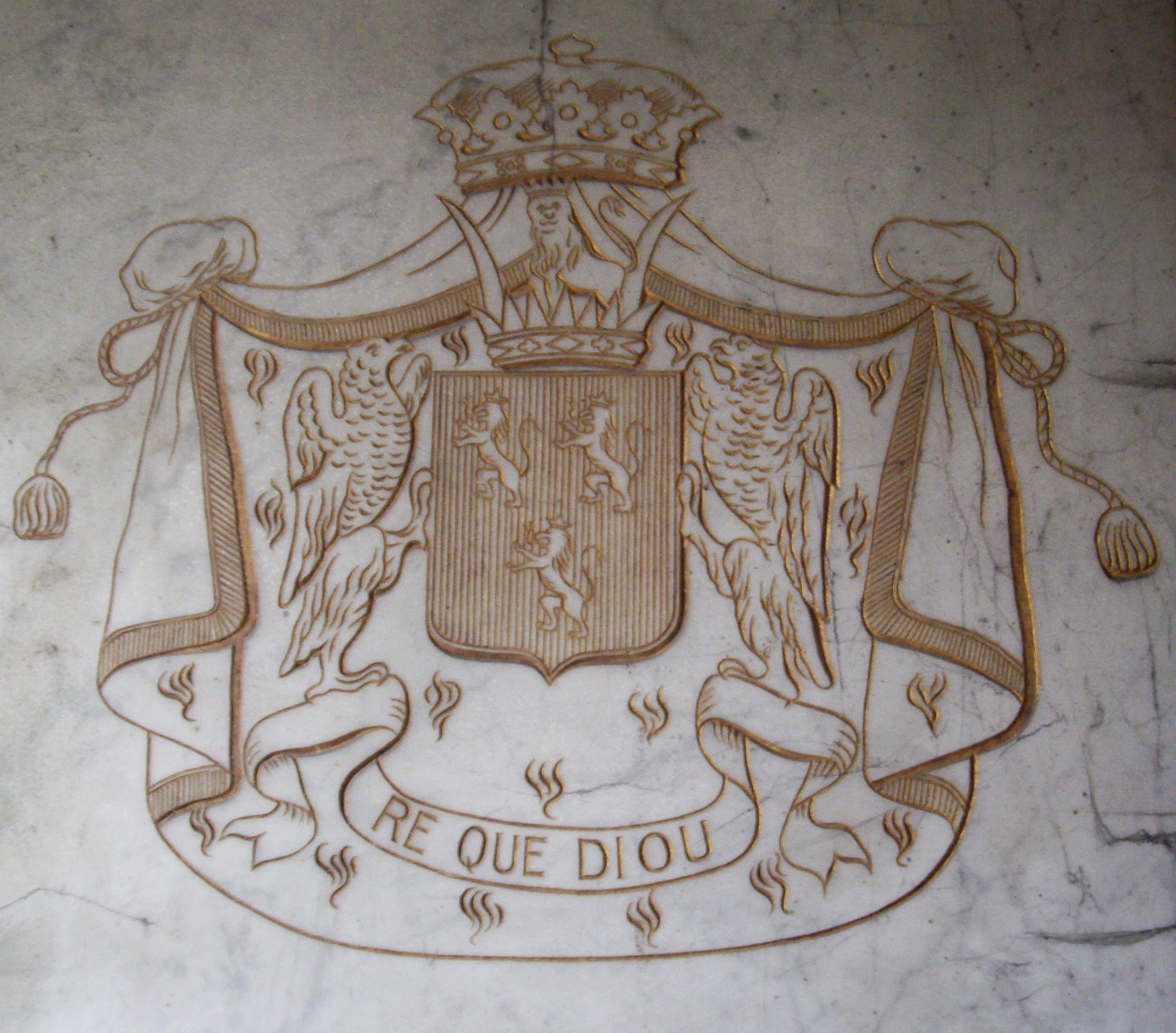
Stemma del Casato di Talleyrand-Périgord all'interno della cappella del Duca di Montmorency nel cimitero di Auteuil.

Il Casato dei Talleyrand-Périgord è una famiglia francese di nobile estrazione estintasi all'inizio del XXI secolo (2003).
Il cognome "de Talleyrand-Périgord" è stato rilevato nel 2005 da Hélie de Pourtalès (figlio di James de Pourtalès e di Violette de Talleyrand-Périgord), autorizzato per decreto del 13 ottobre 2005 ad aggiungere al suo cognome quello di Talleyrand-Périgord, divenendo così "de Pourtalès de Talleyrand-Périgord".

## Storia
Ramo cadetto della famiglia dei conti di Périgord, la famiglia Talleran prese il nome da una zona del Périgord posseduta dai conti che discendevano da Bosone I, conte della Marche.
Il primo a portare il nome fu Helie Talleran, vissuto nel XIV secolo.
Questa famiglia è sempre stata conosciuta con il semplice nome di Talleran o Talleyran, e non è che dal XVIII secolo che Gabriel de Talleyrand (1726-), conte di Grignols, il cui figlio ricevette il titolo di duca del Périgord, ha aggiunto al suo l'antico nome dei conti del Périgord dai quali riteneva avesse origine la sua famiglia. Questo ramo si estinse nel 1883 ma il nome di Talleyrand-Périgord è stato ancora perpetrato dal ramo generato dal fratello del celebre diplomatico prince de Talleyrand (1754-1838).

## Esponenti di spicco

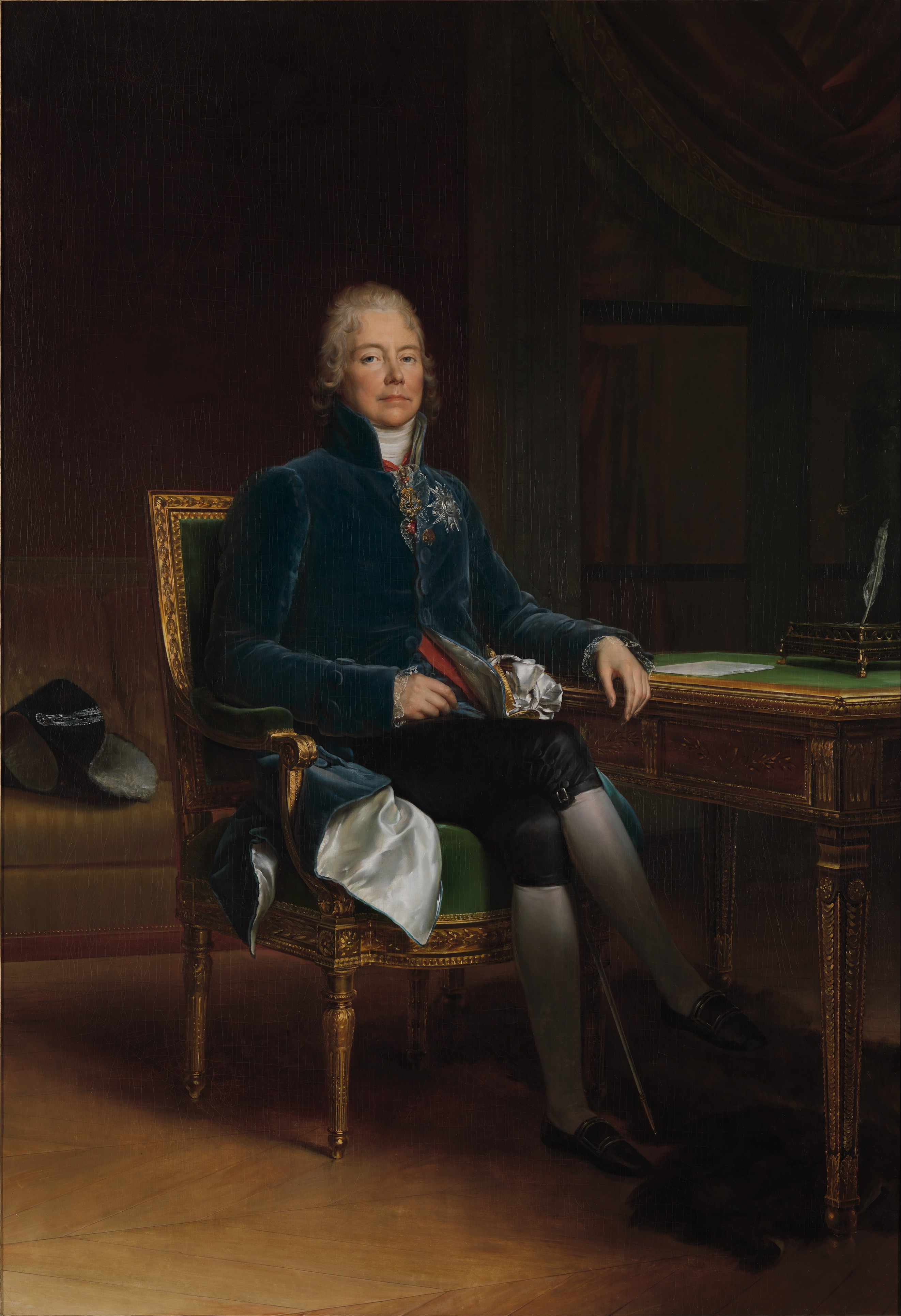
Ritratto di Charles-Maurice de Talleyrand-Périgord di François Gérard, 1808

- Hélie de Talleyran (1301-1364), vescovo di Limoges e di Auxerre, cardinale e Decano del Sacro Collegio;
- Henri de Talleyrand-Périgord, conte di Chalais (1599- 1626), dal quale prese il nome la Cospirazione di Chalais;
- Alexandre Angélique de Talleyrand-Périgord, cardinale, prima arcivescovo di Reims e poi di Parigi;
- Charles-Maurice de Talleyrand-Périgord (1754-1838), vescovo, diplomatico e uomo politico di spicco della Rivoluzione francese, del Periodo consolare francese e del Primo impero francese, I principe di Benevento, I principe di Talleyrand, I duca di Dino; forse il più famoso fra i personaggi appartenuti al casato dei Talleyrand-Périgord;
- Hélie (trasformato in Hely) de Talleyrand-Périgord (1882-1968), VII duca di Talleyrand e di Dino, VI duca di Sagan, principe di Sagan (1952), collezionista francese di disegni francesi e veneziani, nato a Firenze e morto a Roma.

## Elementi genealogici
```
  
Charles-Maurice de Talleyrand-Périgord
 (1754 - 1838), 
vescovo
, diplomatico e uomo politico, principe di 
Benevento

  x 
Adelaide Filleul
 (paternità contestata : potrebbe essere la figlia del padre legittimo, d'un 
fermier général
 o di 
Luigi XV
)
  │
  ├──> 
Charles de Flahaut
 (1785 - 1870) (illegittimo), conte di Flahaut, uomo politico
  │    x 
Anna Potocka

  │    │
  │    ├──> ? (illegitimo, vedi: 
Famiglia Poniatowski
)
  │    │
  │    x 
Ortensia di Beauharnais
 (1783 – 1837), regina d'Olanda e madre di 
Napoleone III

  │    │
  │    └──> 
Charles de Morny
 (1811-1865) (illegittimo), uomo politico
  │         x Lodzia Zelewska
  │         │
  │         ├──> 
Georges Feydeau
 (1862 - 1921) (illegittimo, paternita controversa), autore drammatico
  │         │
  │         x Fanny Mosselmann
  │         │
  │         └──>Louise Le Hon (illegittima, V. 
Famiglia Poniatowski
)
  │
  x Mme Charles Delacroix
  │
  ├──> 
Eugène Delacroix
 (1798 - 1863) (illegittimo, paternità molto contestata), pittore
  │
  x 
Dorotea di Curlandia
 (1793-1862), duchessa di Dino, duchessa di Sagan
  │
  └──> 
Pauline de Talleyrand-Périgord
 (1820-1890) (illegitima, paternità controversa)
       x (1839) 
Henri de Castellane
 (1814-1847)
```

### Primo ramo
Augustin Marie Elie Charles (1788- ), duca di Périgord
```
 x (1807) Marie di Choiseul-Praslin (1789-1866)
 │
 ├──> Elie 
Roger
 Louis (1809- ), principe di Chalais
 │    x Elodie di Beauvilliers di Saint-Aignan ( -1835)
 │
 └──> 
Paul
 Adalbert René (1811- ), conte di Périgord
      x Amicie Rousseau di Saint-Aignan ( -1854)
      │
      └──> Cécile 
Marie
 (1854-1890 à Pau)
           x 1873 Gastone, marchese di Brassac, principe di Béarn
           │
           └──> Blanche
                Henri, principe di Béarn e altri
[
3
]
```

### Secondo ramo
```
 Edmond de Talleyrand-Périgord detto Alexandre 
Edmond
 (1787-1872), 2º duca di Talleyrand
 x (1809) 
Dorotea di Curlandia
 (1793-1862), duchessa di Dino, duchessa di Sagan
 │
 ├──> Napoleon Louis (1811-1898), 3º duca di Talleyrand
 │    x (1829) Anne Louise Charlotte de Montmorency (1810-1858)
 │    │ │
 │    │ ├──> Caroline 
Valentine
 (1830-1913)
 │    │ │    x (1852) visconte Charles Henri d'Etchegoyen (1818-1885)
 │    │ │
 │    │ ├──>
Charles Guillaume Frédéric 
Boson
 (1832-1910), duca di Sagan, 4º duca di Talleyrand
 │    │ │    x (1858) Annae Alexandrina 
Jeanne
 Marguerite Seillière (1839-1905)
 │    │ │    │
 │    │ │    ├──> Pietro Maria Camillo ouigi 
Hély
 (1859-1937), 5º duca di Talleyrand, 5º duca di Dino, principe e 4º duca di Sagan
 │    │ │    │    x (1908) Anna Gould (1875-1961)
 │    │ │    │    │
 │    │ │    │    ├──> Howard (1909-1929), 5º duca di Sagan
 │    │ │    │    │
 │    │ │    │    └──> Elena Violetta (1915-2003)
 │    │ │    │         x (1937) Conte James de Pourtalès (1911-1996)
 │    │ │    │         │  con figli
 │    │ │    │         │
 │    │ │    │         x Gastone Palewski (1901-1984)
 │    │ │    │
 │    │ │    └──> Paolo Luigi Maria Arcimboldo 
Boson
 (1867-1952)
 │    │ │         x (1) Elena Morton (1876- )
 │    │ │         x (2) Silvia Vittoria Roddriguez de Rivas de Castilleja de Guzman (1909- )
 │    │ │         x (3) Antoinetta Maria Giuseppina Morel (1909- )
 │    │ │
 │    │ ├──> Maria Paolina Yolanda (1833- )
 │    │ │
 │    │ └──> Nicola Raoul 
Adalberto
 (1837-1915), duca di Montmorency (1864)
 │    │      x (1866) Ida Maria 
Carmen
 Aguado y Mac Donnel (1847-1880)
 │    │      │
 │    │      └──>Napoleon iRohan-Chabot (1873-1903)
 │    │           x (2) Cecilia Ulman (1863-1927)
 │    │           x (3) Gabriella Ida Lefaivre (1896- )
 │    │
 │    x (1861) Rachele Elisabetta 
Paolina
 
de Castellane
 (1823-1895)
 │      │
 │      └──> Maria Dorotea di Talleyrand-Périgord (1862-1948)
 │           x (1) (1881) Principe di Furstenberg
 │           │
 │           x (2) (1898) Giovanni 
de Castellane
 (1868-1965)
 │
 ├──> Alessandro-Edmondo di Talleyrand-Périgord (1813-1894), 3º duca di Dino (1838), marchese di Talleyrand
 │    x (1839) 
Valentine de Sainte-Aldegonde
 (1820-1891)
 │    │
 │    ├──> 
Clementina
 Maria Guglielmina (1841-1881)
 │    │    x (1860) Conte Alessandro Orlovsky (1816-1893)
 │    │       con figli
 │    │
 │    ├──> Carlo 
Maurizio
 Camillo (1843-1917), 4º duca di Dino, 2º marchese di Talleyrand
 │    │    x (1) (1867) Elisabeth Beers Curtis (1847- )
 │    │       │
 │    │       └──> Paolina Maria 
Palma
 (1871-1952)
 │    │            x (1890) Mario, principe Ruspoli, principe di Poggio-Suasa (1867-1963)
 │    │              con figli
 │    │
 │    ├──> Elisabetta Alessandrina Fiorenza (1844-1880)
 │    │    x (1863) conte Hans d'Oppersdorff (1832-1877)
 │    │      con figli
 │    │
 │    └──> Arcimbaltdo Anatolio Paolo (1845-1918), 3º marchese di Talleyrand
 │         x (1876) Maria di Gontaut-Biron (1847- )
 │         │
 │         ├──> Anna-Elena (1877-1945)
 │         │    x (1907) Edouard Dreyfus y Gonzalez, conte, poi duca di Premio Real (1876-1941)
 │         │      con figli
 │         │
 │         ├──> Felicita (1878-1981)
 │         │    x (1907) Luigio Dreyfus y Gonzalez, marchese di Villahermosa (1874-1965)
 │         │      con figli
 │         │
 │         ├──> Elia di Talleyrand-Périgord (1882-1968), 4º marchese di Talleyrand, 7º duca di Talleyrand e Dino,
 │         │    6º duca di Sagan (1952)
 │         │
 │         └──>Alessandro (1883-1925), conte di Talleyrand
 │              x (1914) Anna-Maria Röhr
 │                senza figli
 │
 └──> Giuseppina Paolina di Talleyrand-Périgord (1820-1890) (paternità controversa)
      x (1839) Henri 
de Castellane
 (1814-1847)
```

### Terzo ramo
```
 │
 ├──>   
Auguste
 ( -1832), comte de Talleyrand-Périgord, pair de France
 │      x Caroline d'Argy ( -1847)
 │      │
 │      ├──> 
Louis
 Marie
 (1810- ), comte de Talleyrand-Périgord
 │      │    x (1839) Stéphanie de Pomereu (1819-1855)
 │      │    │
 │      │    x (1868) Marie-Thérèse de Brossin (1838- )
 │      │
 │      └──> Ernest (1807-1871)
 │           x Marie Louise Lepelletier de Morfontaine (1811-1895)
 │           │
 │           └──> Marie Louise 
Marguerite
 (1832- )
 │                x (1851) Prince Henri de Ligne
 │
 │
 └──> Alessandro Daniele (1776-1839), barone di Talleyrand-Périgord, pari di Francia (1838)
        x Carlotta Elisabetta Alice Sara
        │
        ├──>Charles de Talleyrand-Périgord (1821-1896), barone di Talleyrand-Périgord, senatore
        │    x (1862) Véra Bernardaky
        │    │
        │    ├──> Maria 
Margherita
 (1863- )
        │    │
        │    └──> ? (1867- )
        │
        ├──> Maria-Teresa (1824- )
        │    x (1842) Jean Stanley of Huggerston-Hall
        │
        └──>Luigi Alessio Adalberto (1826-1873)
             x (1868) Marguerite Yvelin de Béville (1840- )
             │
             ├──> Carlotta Luisa Maria-Teresa (1869- )
             │
             └──> Carlotta Luisa Maria Adalberta (1873- )
```

## Titoli e dignità
- Signore o principe di Chalais (trasmesso a un ramo della famiglia de Galard),
- Seignore poi conte di Grignols, culla dei Talleyrand, nel cuore del Périgord,
- Marchese d'Excideuil, territorio situato nel Périgord,
- Barone di Mareuil, altro territorio del Périgord,
- Marchese poi principe e duca di Talleyrand (estinto nel 1968),
- SAS il Principe sovrano di Benevento (solamente sotto Napoleone I),
- Duca di Dino[4] (titolo regolarmente trasmesso per via femminile alla famiglia spagnola Dreyfus y Gonzales de Andia),
- Duca e principe (decreto imperiale del 3 marzo 1859) di Sagan (titolo regolarmente trasmesso per via femminile a un ramo della famiglia de Pourtalès),
- Duchi di Valençay (titolo di cortesia, estinto nel 1968),
- Duchi di Montmorency (14 maggio 1864) (per matrimonio; estinto nel 1951),
- Grande di Spagna di prima classe.

## Arme

Generale
Durante l'Impero
Durante la Restaurazione